# UCI-BMX-Racing-Weltcup 2017
Beim UCI-BMX-Racing-Weltcup 2017, auch UCI-BMX-Supercross-Weltcup genannt, wurden durch die Union Cycliste Internationale die Weltcup-Sieger im BMX-Rennsport ermittelt.

## Termine
Der Weltcup fand von Mai bis September statt, mit sechs Rennen an drei Standorten:
- Papendal: 6. und 7. Mai
- Heusden-Zolder: 13. und 14. Mai
- Santiago del Estero: 16. und 17. September

Der Weltcup präsentierte zwei wesentliche Neuerungen. War bislang pro Standort jeweils ein Rennen gefahren worden, waren es nunmehr zwei Rennen an aufeinanderfolgenden Tagen. Außerdem entfiel die zuvor übliche Qualifikation durch ein Zeitfahren. Vielmehr traten die Fahrer nunmehr von Anbeginn im K.-o.-System gegeneinander an, wobei im Regelfall von je acht Fahrern in einem Lauf vier weiterkamen. Lediglich nach der ersten Runde gab es noch einen „Last Chance“ genannten Hoffnungslauf.

## Männer
| # | Datum         | Ort                 | Erster         | Zweiter           | Dritter         |
| - | ------------- | ------------------- | -------------- | ----------------- | --------------- |
| 1 | 6. Mai        | Papendal            | Sylvain André  | Dave van der Burg | Twan van Gendt  |
| 2 | 7. Mai        | Papendal            | Joris Daudet   | Tory Nyhaug       | Connor Fields   |
| 3 | 13. Mai       | Heusden-Zolder      | Connor Fields  | Dave van der Burg | Edžus Treimanis |
| 4 | 14. Mai       | Heusden-Zolder      | Twan van Gendt | Sylvain André     | Romain Mahieu   |
| 5 | 16. September | Santiago del Estero | Nicolás Torres | Gonzalo Molina    | Sylvain André   |
| 6 | 17. September | Santiago del Estero | Connor Fields  | Carlos Ramírez    | Sylvain André   |

Gesamtwertung
| Platz | Name              | Punkte |
| ----- | ----------------- | ------ |
| 1     | Sylvain André     | 645    |
| 2     | Connor Fields     | 620    |
| 3     | Tory Nyhaug       | 535    |
| 4     | Dave van der Burg | 495    |
| 5     | Twan van Gendt    | 460    |
| 6     | Carlos Ramírez    | 370    |

## Frauen
| # | Datum         | Ort                 | Erste          | Zweite               | Dritte             |
| - | ------------- | ------------------- | -------------- | -------------------- | ------------------ |
| 1 | 6. Mai        | Papendal            | Laura Smulders | Yaroslava Bondarenko | Judy Baauw         |
| 2 | 7. Mai        | Papendal            | Laura Smulders | Mariana Pajón        | Lauren Reynolds    |
| 3 | 13. Mai       | Heusden-Zolder      | Mariana Pajón  | Simone Christensen   | Stefany Hernández  |
| 4 | 14. Mai       | Heusden-Zolder      | Laura Smulders | Simone Christensen   | Stefany Hernández  |
| 5 | 16. September | Santiago del Estero | Mariana Pajón  | Laura Smulders       | Simone Christensen |
| 6 | 17. September | Santiago del Estero | Mariana Pajón  | Laura Smulders       | Mariana Díaz       |

Gesamtwertung
| Platz | Name                 | Punkte |
| ----- | -------------------- | ------ |
| 1     | Laura Smulders       | 790    |
| 2     | Mariana Pajón        | 735    |
| 3     | Simone Christensen   | 650    |
| 4     | Yaroslava Bondarenko | 500    |
| 5     | Judy Baauw           | 485    |
| 6     | Stefany Hernández    | 480    |